# Celotes
Celotes là một chi bướm ngày thuộc họ Bướm nâu.

## Các loài
- Celotes limpia Burns, 1974
- Celotes nessus (Edwards, 1877)
- Celotes spurcus A.D.Warren, Steinhauser, Hernández-Mejía & Grishin, 2008